# Pampatar
Pampatar es una ciudad ubicada en Venezuela, capital del municipio Maneiro, de la isla de Margarita, en el Estado Nueva Esparta. Junto a la ciudad de Porlamar, es uno de los centros urbanos y económicos más importantes de la isla.

## Geografía
Pampatar se encuentra situada en la costa oriental de la Isla de Margarita, Nueva Esparta y su puerto marítimo se encuentra protegido por la Punta Ballena. Su temperatura media es de 28 °C con precipitaciones medias anuales de 500 mm. 
Latitud: 11 01' 39" N
Longitud: 063º 51' 46" W

## Historia

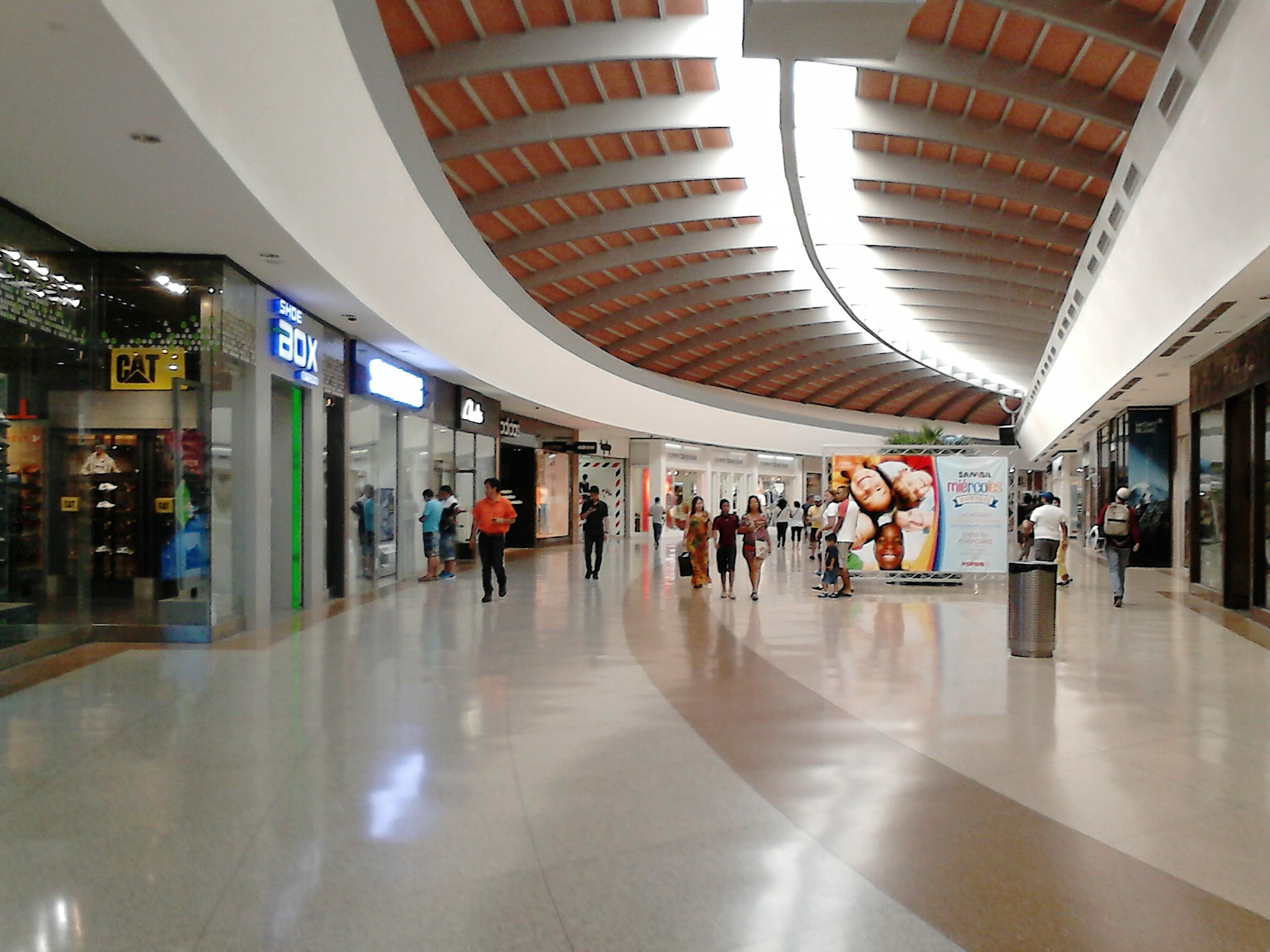
Pasillos del centro comercial Sambil de la isla de Margarita.

### SigloXVI
Juan López de Velasco (1571-1574) lo denominó puerto de Margarita y señalaba que reunía de 35 a 40 vecinos. El obispo de Puerto Rico, Juan Manuel Martínez de Manzanillo visitó este puerto en 1573.
En 1574 se explotaban desde ella los ostiales de la isla de Coche. En 1580 el gobernador Miguel Maza de Lizana declaraba que se hicieran varios pueblos para doctrinar indígenas, uno de ellos era en la sabana de Pampatare. 
En 1593 fue atacada por el pirata inglés William Burg. El gobernador Pedro de Salazar en 1595 había construido un fuerte y un sistema de trincheras que protegían el puerto contra los piratas que buscaban perlas.

### SigloXVII
El 19 de mayo de 1612 el gobernador Bernardo Vargas Machuca enviaba información al Consejo de Indias, diciendo, entre otras cosas, que se había construido la fuerza o castillo de Pampatar. El cabildo de La Asunción, el 1 de agosto del año siguiente recibió instrucciones para construir una atarazana o defensa en el puerto de Pampatar. Pedro Simón (1624) la denomina Pampatare y Antonio Vásquez de Espinosa (1629) la llama Mapatare. 
En el año 1625, el fuerte de Pampatar, por entonces el puerto más importante de la isla de Margarita, fue tomado por el corsario holandés Hendrick Bawdoin, en uno de los tantos episodios de asedio que vivió la región durante el siglo XVII.
Cinco años más tarde, en 1630, el gobernador Juan de Eulate recomendó a la Corona española la construcción de una fortaleza que protegiera el puerto de futuros ataques. Sin embargo, la obra no se iniciaría sino hasta 1669, cuando el gobernador Martín de Tellechea dio comienzo a la edificación del castillo de San Carlos Borromeo, una estructura militar que con el tiempo se convertiría en símbolo de la defensa insular.
Para 1689, apenas dos décadas después de su construcción, el castillo ya mostraba signos de deterioro, reflejo de las condiciones climáticas, la falta de mantenimiento y el desgaste propio de su uso defensivo.

### SigloXVIII
El gobernador Diego de Suinaga y Orbea decía en 1700 que había construido la cárcel, una carnicería, un depósito de maíz y reconstruido la casa de gobierno. El 2 de marzo de 1737, el gobernador Blas de Castro alegaba que había construido las casas reales a su costa; una epidemia de viruelas ocasionó el cierre del puerto en 1751 y hubo mucha hambre a causa del cese del comercio. 
A partir de 1765 se incorporó, junto con Trinidad, al comercio libre autorizado por la Corona; todos los demás puertos de la provincia debían enviar sus mercancías hasta Pampatar desde donde salían hacia España. En 1773 se construyó allí una capilla. El gobernador José Longar y Cobián escribía en 1784 que se estaba construyendo una iglesia nueva más amplia porque la capilla del castillo era ya insuficiente para la población. Fue visitada por Alejandro de Humboldt en 1799, quien anotó que se exportaba sal por este puerto.

### SigloXIX

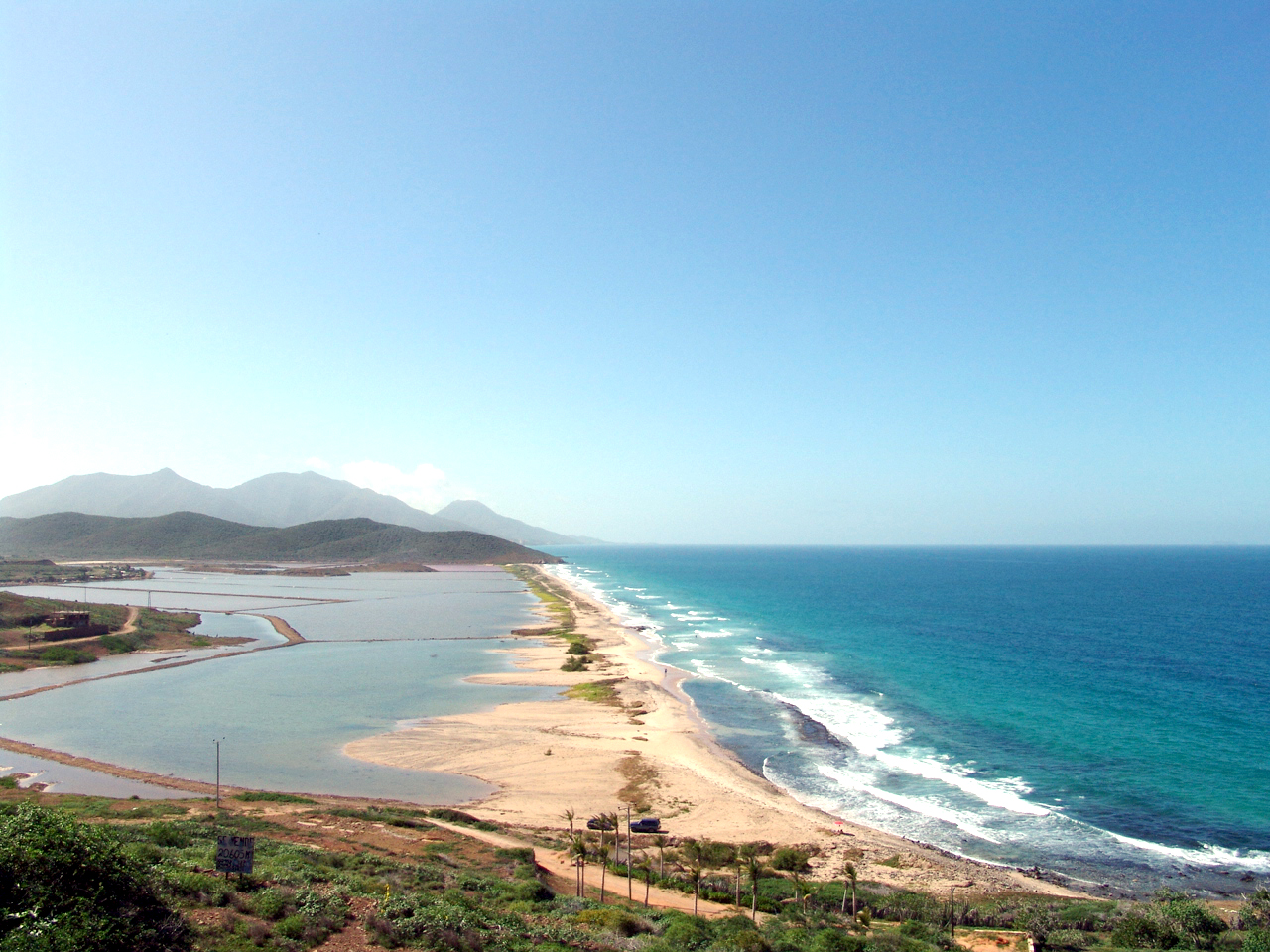
Playa Punta Ballena, en la Isla de Margarita.

El 7 de abril de 1815 desembarcó el general Pablo Morillo con su flota realista, seguía siendo el principal puerto de la isla. En 1816 Simón Bolívar salió de Pampatar hacia Barcelona después de regresar de la expedición de Jacmel; ese mismo año estuvo detenida en el castillo Santa Rosa donde estuvo recluida la heroína Luisa Cáceres de Arismendi.
El 12 de mayo de 1817 las autoridades del Congreso de Cariaco que se había establecido en Pampatar, declararon otorgar el título de Nueva Esparta a Margarita por sus méritos en la defensa de la causa independentista y el 17 de junio dispusieron que se añadieran las siete estrellas a la bandera nacional, corroborado durante el Congreso de Angostura el 20 de noviembre de ese año. El 14 de julio llegó nuevamente Pablo Morillo por el puerto de Guamache, y desembarcó en Los Varales el 17 de julio, desde donde saldría para dar la batalla de Matasiete donde salió derrotado. Posteriormente Morillo buscó refugio en Pampatar y días después partió a Juan Griego y se libro un combate para luego regresar a Pampatar nuevamente donde huiría, el 17 de agosto de 1817 con rumbo a Cumana.
En 1819 la escuadra de Rafael Urdaneta y de James English zarpa de Pampatar para el asedio y toma de Barcelona. En 1832 fue elevado a parroquia. En 1834 fue declarada aduana con capacidad plena para exportar e importar. Durante la Guerra Federal, en 1863, el castillo de San Carlos de Borromeo fue tomado por el militar y político federalista Donato Villalba; tres años después, el 17 de diciembre de 1866, Villalba ocuparía con sus tropas la isla entrando por Pampatar. El 17 de julio de 1874 el gobierno nacional decidió trasladar a Pampatar la Aduana Marítima de Juangriego. Por medio de este Decreto quedó habilitado el Puerto de Pampatar para la importación de sólo su consumo y para exportación y cerrado el de Juangriego.

### SigloXX
A fines del siglo XIX las instalaciones portuarias fueron modernizadas por el gobierno de Cipriano Castro y en 1950 fue declarado puerto internacional. Es monumento histórico artístico nacional desde 1976.

### Historia contemporánea
Para 2024, se propone el desarrollo del Santuario de Waterland en La Caranta, con el propósito de crear un área para la preservación de la fauna. Por su parte, los habitantes de localidades cercanas manifestaron un descontento ante tal propuesta, ya que pondría en riesgo la pesca artesanal.Meses después el ministro de Acuicultura y Pesca, Juan Carlos Loyo anunció que el proyecto será trasladado a otra zona.

## Personalidades
Entre las principales personalidades nacidas en Pampatar se encuentran:
| Nombre                                                | Ocupación o Rol                                                                   | Detalles |
| ----------------------------------------------------- | --------------------------------------------------------------------------------- | --- |
| Manuel Plácido Maneiro                                | General, Prócer de la Independencia                                               | Activo en la isla de Margarita durante la lucha por la independencia de Venezuela.                                                                                                |
| José Joaquín                                          | Desconocido                                                                       | Información no proporcionada. |
| Donato Villalba                                       | Desconocido                                                                       | Información no proporcionada. |
| José María García                                     | Marino                                                                            | Militar que luchó en la Guerra de Independencia de Venezuela, |
| Andrés Antonio Silva Fernández                        | Abogado, Escritor, Político                                                       | Información no proporcionada. |
| Efraín Subero                                         | Poeta, Ensayista, Periodista, Antólogo, Folklorólogo, Escritor, Crítico Literario | Importante figura literaria de Venezuela, con diversos trabajos en poesía, ensayo y periodismo.                                                                                   |
| José del Carmen Rosa Acosta "Checame"                 | Pescador, Cargador de Agua, Maestro, Poeta, Orador                                | Información no proporcionada. |
| Manuel Martínez Salazar                               | Sacerdote, Periodista, Pedagogo                                                   | Información no proporcionada. |
| Jesús Manuel Subero                                   | Escritor, Maestro, Historiador                                                    | Información no proporcionada. |
| Bernardo Acosta                                       | Político, Escritor, Docente                                                       | Nació en Pampatar, Isla de Margarita, en 1928. Autor de varios libros y político relevante. Fue gobernador del estado Nueva Esparta entre 1970 y 1973. Murió en 2006 en Porlamar. |
| Jóvito Villalba                                       | Político                                                                          | Figura importante en la historia política de Venezuela. Fundador del partido Unión Republicana Democrática.                                                                       |
| Luis Villalba Villalba                                | Maestro, Académico                                                                | Gobernador de Nueva Esparta, presidente de la Sociedad Bolivariana de Venezuela y miembro de la Academia de Ciencias Políticas y Sociales.                                        |
| Luisa Marcano Frontado (nombre artístico Luisa Palma) | Pintora                                                                           | Hija Ilustre de Pampatar. Estudió en la escuela de artes plásticas de Caracas. Alumna de Alejandro Bellorín en Venezuela y de Nicola Tota en Italia.                              |

- Bernardo Acosta. Nació en Pampatar Isla de Margarita, Estado Nueva Esparta. El 11/6/1928 hijo de María del Carmen Acosta, vendedora de pescado y Donato Marcano, Mandiguero.Fue Docente en Maturín, Barcelona y El Tigre. Escritor, colaborador de varios periódicos regionales y nacionales. Autor de varios Libros, entre sus Obras figuran los títulos.A Boga Tendida, Masonería, Humanismo y Desarrollo, Miranda o la Perseverancia de un Ideal, Estampas de mi Puerto y otros. Político, estuvo preso por varios años en la Dictadura de Marcos Pérez Jiménez, al salir fue Secretario General de Gobierno del Estado Estado Anzoátegui, Diputado por los Estados Estado Anzoátegui y Nueva Esparta, gobernador del estado Nueva Esparta entre los años 1970 al 1973. Mason, (Grado 33), Hijo Ilustre de Pampatar, conocido como el gran Gobernador de su Isla. Muere en la Ciudad de Porlamar, Isla de Margarita, Estado Nueva Esparta, Venezuela. el 28/6/2006

- Luisa Marcano Frontado (nombre artístico Luisa Palma)  Hija Ilustre de Pampatar. Es una pintora de fama internacional,hija de Donato Marcano Laborí y Martina Frontado Pérez. Estudió en la escuela de artes plásticas de Caracas y alumna del famoso pintor Alejandro Bellorín en Venezuela y de Nicola Tota en Salerno - Italia .

## Transporte
Se comunica por carretera con el resto de la isla a través del funcional sistema vial insular que rodea el húmedo y frondoso parque nacional, situado al centro de la parte oriental de la isla. Se halla a 12 km de La Asunción y a 9 km de Porlamar. Es puerto internacional, con aduana y de cabotaje, así como pesquero y deportivo. En sus cercanías existen salinas que fueron explotadas en otros tiempos. En la actualidad, la vida económica de Pampatar funciona con base en el turismo nacional e internacional. Es lugar de residencia estacional para visitantes de todas partes del país.

## Comercio

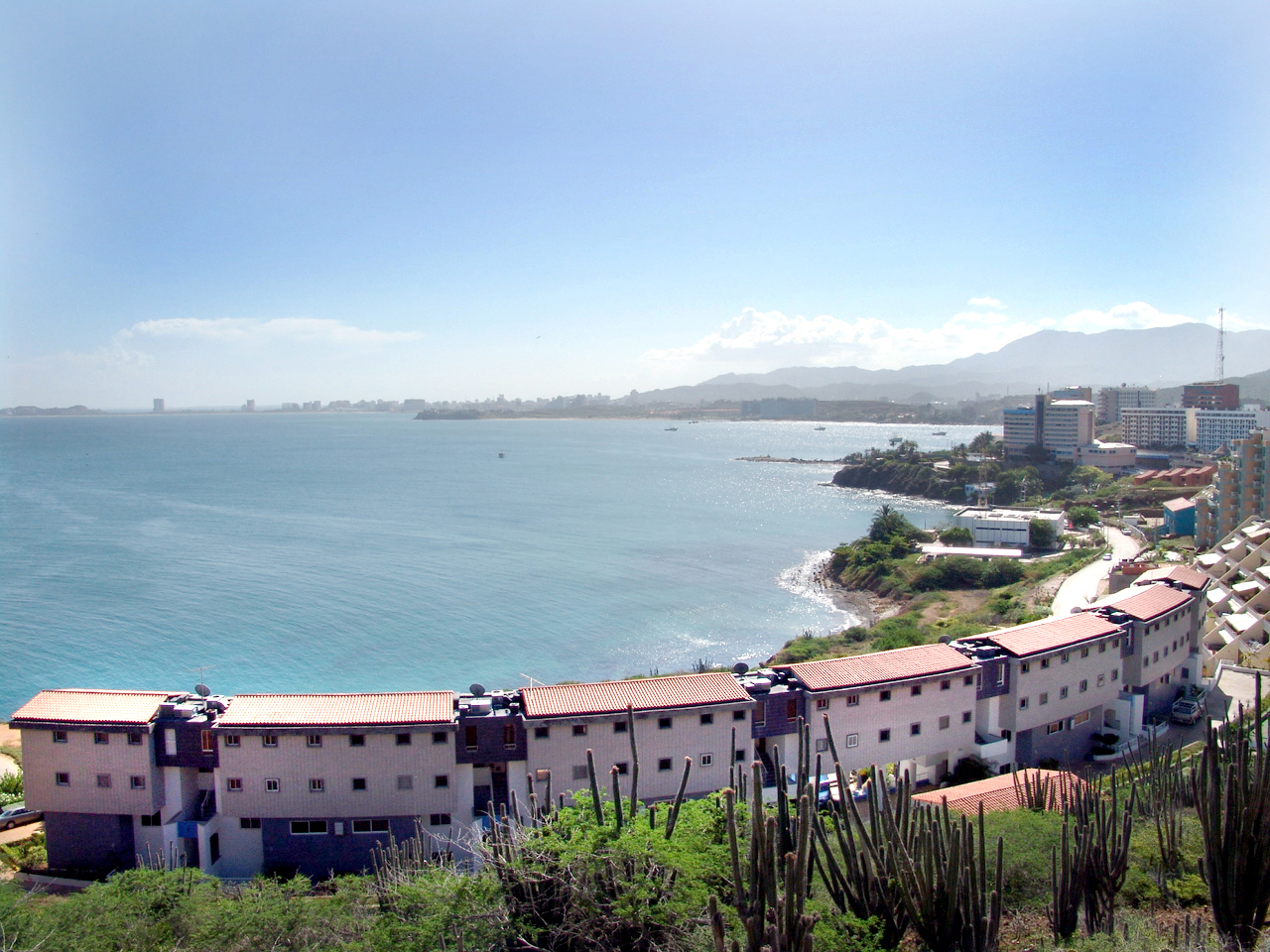
Vista de la Playa Pampatar.

Está relacionado con el comercio de Porlamar. Posee industrias relacionadas con la construcción. Oficinas bancarias; hospitales y clínicas; cuerpo de bomberos, centros de primera enseñanza, ciclo básico y diversificado; instalaciones deportivas.
En esa zona se encuentran el muy concurrido y célebre  Centro Sambil Margarita, emporio comercial temático enfatizado en las playas de la Isla. De igual manera abierta desde 2012, de carácter ecológico el Centro Comercial Parque Costazul, el más grande de la Región Oriental.

## Sitios de interés
Entre los principales sitios turísticos de la ciudad se encuentran:
- Castillo de San Carlos Borromeo.
- Santuario del Santísimo Cristo del Buen Viaje.
- Casa Amarilla.
- Fortín La Caranta.
- Aduana antigua.
- Piedra del Ángel.
- Cuevas del Bufón.
- Playas de El Terminal, Pampatar y Gasparico.
- Bahía de Pampatar

## Festividades
Se celebran las fiestas del Cristo del Buen Viaje (mayo, 2 y 3), Fiesta del Alfarero (junio, 9). Facilidades para hacer recorridos por toda la isla en corto tiempo. Depende de ella la parroquia Aguirre. 

## Demografía
- En 1950, el municipio tenía 2.506 hab.
- En 1971, el municipio tenía 3.244 hab.
- En 1981, el municipio tenía 7.542 hab.
- En 1990, el municipio tenía 12.351 hab.
- En 2011, el municipio tenía 44.742 hab.